# Volker Wangenheim
Volker Wangenheim (* 1. Juli 1928 in Berlin; † 23. April 2014 in Altenkirchen) war ein deutscher Dirigent, Arrangeur und Komponist.

## Leben

### Berlin
Wangenheim wuchs in Berlin auf und studierte an der Musikhochschule Berlin Geige, Oboe, Klavier, Komposition und Dirigieren. 1951 und 1952 war er Korrepetitor und Kapellmeister am Mecklenburgischen Staatstheater in Schwerin. Zwischen 1951 und 1956 wirkte er als künstlerischer Leiter im Orchester Berliner Musikfreunde. Von 1953 bis 1959 leitete er als Chefdirigent das Berliner Mozart-Orchester, das er 1952 selbst gegründet hatte. Von 1954 bis 1957 dirigierte er auch das Akademische Orchester Berlin und gab am 22. Juni 1954 sein Debüt bei den Berliner Philharmonikern.

### Köln / Bonn
1957 gründete er das Städtische Orchester in Bonn, dem er von 1963 bis 1978 als Generalmusikdirektor vorstand, das in Orchester der Beethovenhalle Bonn umbenannt wurde und das heute Beethoven Orchester Bonn heißt. In dieser Funktion leitete er unter anderem im November 1969 die Uraufführung von Karlheinz Stockhausens Fresco für vier Orchestergruppen. Von 1957 bis 1979 wirkte er zudem als künstlerischer Leiter des Philharmonischen Chores der Stadt Bonn.
1969 war er einer der Mitgründer des Bundesjugendorchesters, das er mehrere Jahre lang als alleiniger Dirigent aufbaute und mit dem er bis 1982 zahlreiche Konzerte gestaltete. 1972 wurde er zum Professor an der Musikhochschule Köln ernannt und in den Deutschen Musikrat berufen, dem er bis 1980 angehörte und der ihn schließlich als Ehrenmitglied aufnahm.
Seinen Ruhesitz fand Wangenheim zusammen mit seiner Frau in Altenkirchen im Westerwald. Er verstarb 2014.

## Wirken
Wangenheim komponierte Sinfonien, Kammermusik, Kirchenmusik und Volkslied-Motetten. Einige seiner Chorwerke wurden unter der Leitung seines Schülers Volkher Häusler vom MendelssohnKammerChor Berlin uraufgeführt.
Seinen Schwerpunkt bildeten Kompositionen geistlicher Chormusik ohne Instrumentalbegleitung und in lateinischer Sprache, wozu er schon in seiner Berliner Jugend beim Anhören des Gregorianischen Chorals in einer katholischen Kirche angeregt wurde. Zu der Chorausgabe vom neuen Gotteslob von 2013 steuerte Wangenheim den Chorsatz des Osterliedes Das ist der Tag, den Gott gemacht bei.

## Schüler (Auswahl)
- Dirk Brossé
- Rüdiger Bohn
- Martin Fratz
- Volkmar Fritsche
- Volkher Häusler
- Esther Hilsberg
- Inga Hilsberg
- Michael Luig
- Thomas Neuhoff
- Ingo Metzmacher
- Andreas Rothkopf
- Karsten Scholz
- Andrés Spiller
- Markus Stenz
- Roland Vossebrecker
- Ulrich Windfuhr
- Thomas Jung

## Ehrungen
- Kunstpreis Berlin (1954)
- Bundesverdienstkreuz am Bande (1972)
- Staatlicher Verdienstorden für polnische Kultur (1978)[3]
- Ehrenmitglied des Deutschen Musikrats[9]

## Weblink
- Literatur von und über Volker Wangenheim im Katalog der Deutschen Nationalbibliothek